# Moon Landing
Moon Landing ist das vierte Studioalbum des englischen Singer-Songwriters James Blunt. Es wurde in London, New York und Los Angeles aufgenommen und am 18. Oktober 2013 in Großbritannien veröffentlicht. 
Als erste Singleauskopplung des Albums "blue moon" erschien bereits am 7. Oktober 2013 Bonfire Heart. Im Januar 2014 folgte Heart to Heart und im April 2014 Postcards. Zusätzlich kam auch eine "Deluxe" Edition und im Herbst 2014 eine "Apollo Edition" die fünf neue zusätzliche Tracks beinhaltete, auf den Markt.

## Hintergrund
Das Album ist zusätzlich in einer Limited Edition erschienen; diese enthält neben den elf Stücken der normalen Version auch ein Video-Interview Behind the Album sowie drei Bonus-Songs.
Das Lied Miss America ist eine Hommage an Whitney Houston, wie Blunt im Video zu diesem Lied auf seinem YouTube-Kanal mitteilte. Auf YouTube gibt es außerdem Unplugged-Versionen der Songs Miss America und Face the Sun und ein Lyrics-Video des Songs Satellites.

## Titelliste
| #  | Titel          | Songschreiber                             | Produzent               | Länge |
| -- | -------------- | ----------------------------------------- | ----------------------- | ----- |
| 1  | Face the Sun   | James Blunt, Steve Robson                 | Tom Rothrock            | 4:03  |
| 2  | Satellites     | James Blunt, Claude Kelly, Steve Mac      | Tom Rothrock            | 3:12  |
| 3  | Bonfire Heart  | James Blunt, Ryan Tedder                  | Ryan Tedder             | 3:58  |
| 4  | Heart to Heart | James Blunt, Daniel Parker, Daniel Omelio | Terefe, Robopop         | 3:29  |
| 5  | Miss America   | James Blunt, Wayne Hector, Steve Mac      | Tom Rothrock            | 3:07  |
| 6  | The Only One   | James Blunt, Wayne Hector, Steve Mac      | Tom Rothrock            | 3:41  |
| 7  | Sun on Sunday  | James Blunt, Claude Kelly, Steve Mac      | Tom Rothrock            | 3:18  |
| 8  | Bones          | James Blunt, Wayne Hector, Steve Mac      | Tom Rothrock, Steve Mac | 2:53  |
| 9  | Always Hate Me | James Blunt, Ammar Malik                  | Tom Rothrock            | 3:37  |
| 10 | Postcards      | James Blunt, Wayne Hector, Steve Mac      | Terefe                  | 4:46  |
| 11 | Blue on Blue   | James Blunt, Steve McEwan.                | Terefe                  | 3:53  |

### Limited Edition
| #  | Titel                                | Songschreiber                           | Produzent     | Länge |
| -- | ------------------------------------ | --------------------------------------- | ------------- | ----- |
| 12 | Telephone                            | James Blunt, Kevin Griffin              | Kevin Griffin |       |
| 13 | Kiss This Love Goodbye               | James Blunt, Kevin Griffin              | Tom Rothrock  |       |
| 14 | Hollywood                            | James Blunt, Wayne Hector, Steve Robson | Steve Robson  |       |
| 15 | Behind the Album (Interview) [Video] |                                         |               |       |